# Smeringopina africana
Smeringopina africana är en spindelart som först beskrevs av Tord Tamerlan Teodor Thorell 1899.  Smeringopina africana ingår i släktet Smeringopina och familjen dallerspindlar. Inga underarter finns listade i Catalogue of Life.